# Santa Maria das Graças em Casal Boccone (título cardinalício)
Santa Maria delle Grazie em Casal Boccone (em latim: Sanctæ Mariæ Gratiarum) é um título cardinalício estabelecido pelo Papa Francisco em 7 de dezembro de 2024. A igreja titular deste título é a igreja de Santa Maria delle Grazie, na zona de Casal Boccone, sede paroquial criada em 1 de outubro de 1985.

## Titulares protetores
- Carlos Gustavo Castillo Mattasoglio (desde 2024)